# Liste von Zeitungen und Zeitschriften in Kap Verde

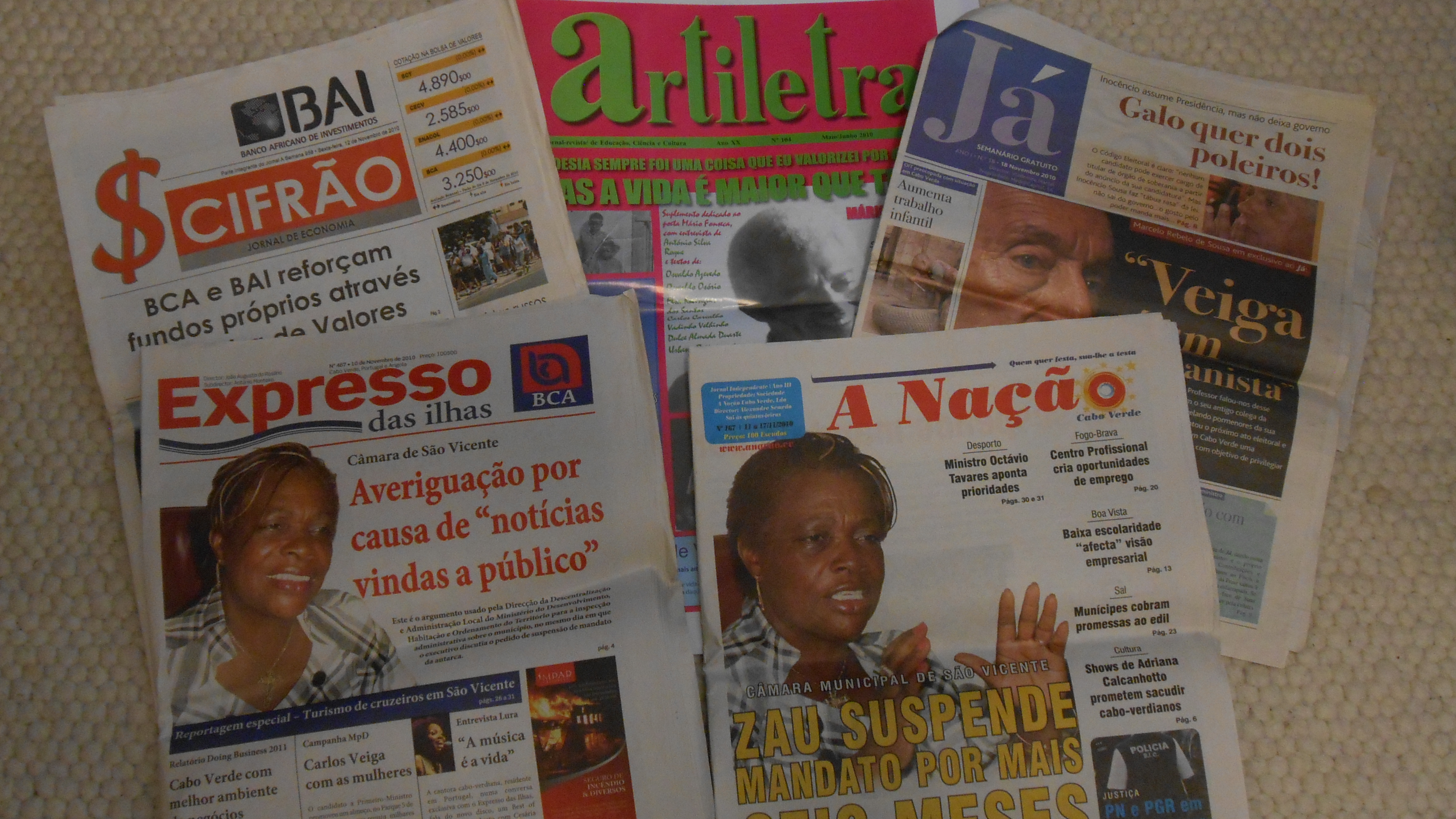
Eine Auswahl an Zeitungen aus Kap Verde

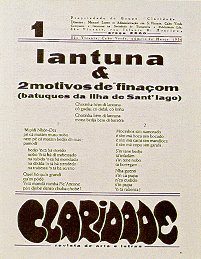
Erstausgabe der Literaturzeitschrift Claridade 1936

Die Liste von Zeitungen und Zeitschriften in Kap Verde listet Zeitungen und Zeitschriften auf, die im westafrikanischen Inselstaat Kap Verde produziert und herausgegeben werden oder wurden.
Angesichts der kleinen Bevölkerung und der wirtschaftlichen Situation des armen Landes verfügt Kap Verde über ein bemerkenswert vielfältiges Angebot an Printmedien, die sowohl von einer breiten Meinungsfreiheit als auch einem vergleichsweise hohen technischen Standard gekennzeichnet sind.
Historisch ermöglichte die geografische Nähe zum kolonialen Mutterland Portugal früher als in anderen Portugiesischen Kolonien das Aufkommen lokaler Zeitungen. Zwischen 1842 und der Ausrufung der Ersten Portugiesischen Republik 1910 erschienen auf Kap Verde mindestens 15 Zeitungen. Zwischen 1911 und 1924 erschienen mindestens 16 Titel, verteilt auf die vier wichtigsten Inseln Santiago, São Vicente, Fogo und Brava. Nur wenige davon existierten jedoch dauerhaft. Seit der Unabhängigkeit des Landes 1975 wurden neue Zeitungen gegründet, nunmehr professioneller und durch studierte Journalisten und Kommunikationswissenschaftler erstellt.
Alle Zeitungen sind in der offiziellen Staatssprache Portugiesisch geschrieben und haben keine oder nur wenig Anteile in Kapverdischem Kreol.
Auch einige Publikationen aus Portugal und Zeitungen kursieren im Land, etwa die Sportzeitung A Bola, Nachrichtenmagazine und Zeitschriften zu Wirtschaft oder Kultur.
Diese Liste erhebt keinen Anspruch auf Vollständigkeit.

## Aktuelle

### Zeitungen
| Name               | Erscheinungsweise                     | Auflage | Gründung  | Direktor                | Website/Quelle                                                   | Preis, Bemerkung |
| ------------------ | ------------------------------------- | ------- | --------- | ----------------------- | ---------------------------------------------------------------- | --- |
| A Semana           | wöchentlich, zwischenzeitlich täglich |         | 1991      | Alírio Dias de Pina     | www.asemana.publ.cv                                              | 100 Kap-Verde-Escudos, regelmäßige umfangreiche Beilagen (O Cifrão (Wirtschaft), Kriolidadi (Kultur), Lance (Sport))                              |
| Expresso das Ilhas | wöchentlich                           | 10.000  | 1991      | João Augusto do Rosário | www.expressodasilhas.cv, steht der bürgerlich-liberalen MpD nahe | |
| A Nação            | Wochenzeitung                         | 5.000   | 2007      | Alexandre Semedo        | www.anacao.cv/                                                   | 100 Kap-Verde-Escudos |
| Já                 | wöchentlich                           | 20.000  | 2010      | Vladimiro Marçal        | [ 4 ]                                                            | Gratiszeitung |
| A Voz              | wöchentlich                           |         | 2015      | Domingos Cardoso        | www.avoz.cv (zwischenzeitlich ausgesetzt)                        | 100 Kap-Verde-Escudos |
| O Horizonte        | wöchentlich                           |         | 1988      |                         |                                                                  | in Staatsbesitz; ging aus der 1975 gegründeten Voz di Povo und ihrem Nachfolger Novo Jornal de Cabo Verde hervor; erschien eine Zeit lang täglich |
| Terra Nova         | wöchentlich                           |         | nach 1975 |                         | unterhält keine Internet-Präsenz                                 | wird in Mindelo produziert; mit der katholischen Kirche verbundene Zeitung;                                                                       |
| Cabo Verde Grátis  | monatlich                             |         | 2013      |                         |                                                                  | Gratiszeitung; Zeitung für Kultur |

### Zeitschriften
| Name                | Erscheinungsweise     | Auflage | Gründung | Direktor                             | Website/Quelle                                                                      | Preis, Bemerkung                                                                                |
| ------------------- | --------------------- | ------- | -------- | ------------------------------------ | ----------------------------------------------------------------------------------- | ----------------------------------------------------------------------------------------------- |
| Artiletra           | zweimonatlich         |         | 1991     | Larissa Rodrigues, João B. Rodrigues | [ 6 ]                                                                               | 200 Kap-Verde-Escudos, Kulturzeitschrift im Zeitungsformat                                      |
| Direito & Cidadania | vierteljährlich       | 700     | 1999     | Jorge Carlos Fonseca                 |                                                                                     | Zeitschrift für Rechtssprechung und Staatsbürgerlichkeit                                        |
| Fragata             |                       | 20.000  |          |                                      | Fragata Facebook-Seite                                                              | Gratis, Bordzeitschrift der kapverdischen Fluggesellschaft TACV                                 |
| Comunicar           | monatlich             | 3.500   |          |                                      | www.governo.cv (die Zeitschrift gibt die Regierungswebsite als Internetauftritt an) | Gratiszeitschrift der Regierung                                                                 |
| Morabeza            | vierteljährlich       |         | 2012     | Anita Pinto                          | www.un.cv (nur allgemeine Website der UN-Vertretung in Kap Verde angegeben)         | Gratis; Informationsblatt der UNO für Kap Verde                                                 |
| Caminhar            | monatlich (zeitweise) |         |          |                                      | www.platongs.org.cv (nur allgemeine Website der NRO-Plattform angegeben)            | Gratis; Informationsblatt der Sammlungsplattform der Nichtregierungsorganisationen in Kap Verde |

## Historische

### Zeitungen
| Name                          | Erscheinungsweise | Ersterscheinung       | Preis, Bemerkung |
| ----------------------------- | ----------------- | --------------------- | --- |
| Boletim Oficial de Cabo Verde | bei Bedarf        | 24. August 1842       | erste Zeitung auf den Kapverdischen Inseln; staatlich; wurde auf Boa Vista produziert; funktionierte als Verlautbarungsorgan der Kolonialverwaltung und mit seinem Parte não Oficial bezeichneten Teil auch als Zeitung. |
| Independente                  |                   | 1. Oktober 1877       | erste reine Zeitung; wurde in Praia produziert |
| O Correio de Cabo Verde       | wöchentlich       | 19. April 1879        | neben Nachrichten lag der Schwerpunkt auf Literatur und Politik |
| Echo de Cabo Verde            |                   | April 1880            | Schwerpunkt auf Politik |
| A Imprensa                    | wöchentlich       | 1. Oktober 1880       | Nachrichten und Politik |
| A Justiça                     |                   | 17. April 1881        | |
| O Protesto                    | zweiwöchentlich   | 4. Februar 1883       | |
| O Povo Praiense               | einmalige Ausgabe | 13. Juli 1886         | in Praia zur Ankunft des Gouverneurs João Cesário de Lacerda am 13. Juli 1886 produziert |
| O Praiense                    |                   | zweites Halbjahr 1889 | |
| Praia                         |                   | gegen Ende 1889       | |
| Revista de Cabo Verde         |                   | ab 1889               | in Mindelo produziert; war sehr populär |
| Liberdade                     |                   | nach 1889             | in Mindelo produziert; wenig populär |
| A Opinião                     |                   |                       | in Mindelo produziert; löste anfangs Euphorie aus |
| O Espectro                    |                   | ab 1903               | in Mindelo produziert; gründete sich unter dem Eindruck der Hungersnot 1903 |
| Jornal Cabo Verde             | einmalige Ausgabe | 1907                  | in Praia zum Besuch des Kronprinzen Luiz Filipe produziert |
| O Recreio                     |                   | ab 1910               | konservativ ausgerichtet; von Seminarschülern auf São Nicolau produziert |
| Fénix Renascida               |                   | 1911                  | politische Zeitung; von Schülern auf São Nicolau produziert; 1913 eingestellt |
| O Mindelense                  |                   | nach 1910             | von Abschlussschülern des Colégio Municipal in Mindelo produziert |
| A Voz de Cabo Verde           |                   | nach 1910             | antiklerikale Zeitung, die sich besonders für Pressefreiheit engagierte |
| O Futuro de Cabo Verde        |                   | nach 1910             | |
| A Tribuna                     |                   | nach 1910             | |
| O Popular e Cabo Verde        |                   | 1914                  | in Mindelo produziert; 1922 eingestellt |
| O Caboverdiano                |                   | 1918                  | in Praia produziert; 1922 eingestellt |
| A Acção                       |                   | 1918                  | in Praia produziert; 1922 eingestellt |
| A Seiva                       |                   | 1918                  | in Praia produziert; 1922 eingestellt |
| A Verdade                     |                   | 1918                  | in Praia produziert; 1922 eingestellt |
| A Despesa                     |                   | 1913                  | erschien nur 1913 |
| O Manduco                     |                   | 1923                  | auf Fogo produziert; |
| O Notícias de Cabo Verde      |                   | 1931                  | |
| O Eco de Cabo Verde           |                   |                       | |
| O Ressurgimento               |                   |                       | |
| Voz di Povo                   |                   | 1975                  | staatlich; die erste Zeitung Kap Verdes nach der Unabhängigkeit; wurde später zur Zeitung Novo Jornal de Cabo Verde, woraus 1988 die Zeitung Horizonte hervorging                                                        |

### Zeitschriften
| Name            | Erscheinungsweise | Ersterscheinung | Direktor                               | Preis, Bemerkung |
| --------------- | ----------------- | --------------- | -------------------------------------- | --- |
| Claridade       |                   | 1936            | Baltasar Lopes da Silva, Jorge Barbosa | Wegweisende Literaturzeitschrift des Portugiesischen Neorealismus mit Rezeption im gesamten portugiesischsprachigen Raum (außer Brasilien) |
| Raízes          |                   | nach 1975       |                                        | |
| Ponto & Vírgula |                   | nach 1975       |                                        | Schwerpunkt Literatur; Ende 1987 eingestellt                                                                                               |